# Spindasis senama
Spindasis senama är en fjärilsart som beskrevs av Hans Fruhstorfer 1912. Spindasis senama ingår i släktet Spindasis och familjen juvelvingar. Inga underarter finns listade i Catalogue of Life.